# Aujac (Charente-Maritime)
Pour les articles homonymes, voir Aujac.
Aujac est une commune du Sud-Ouest de la France située dans le département de la Charente-Maritime (région Nouvelle-Aquitaine).

## Géographie

### Localisation
La commune d'Aujac se situe dans le nord-est du département de la Charente-Maritime, en région Nouvelle-Aquitaine, dans l'ancienne province de Saintonge. Appartenant au Midi de la France — on parle plus précisément de « Midi atlantique », au cœur de l'arc atlantique, elle est partie intégrante du Grand Sud-Ouest français, et est parfois également incluse dans un Grand Ouest aux contours plus flous.

### Communes limitrophes
| Aumagne |              | Blanzac-lès-Matha |
|         | Aujac        | Courcerac         |
|         | Authon-Ébéon | Prignac           |

### Géologie et relief
Aujac se situe en zone de sismicité 3 (sismicité modérée).

### Hydrographie
- L'Auriou ;
- la Veine Froide ;
- la Saudrenne (limite communale est)[3].

Plusieurs moulins sont installés sur l'Auriou :

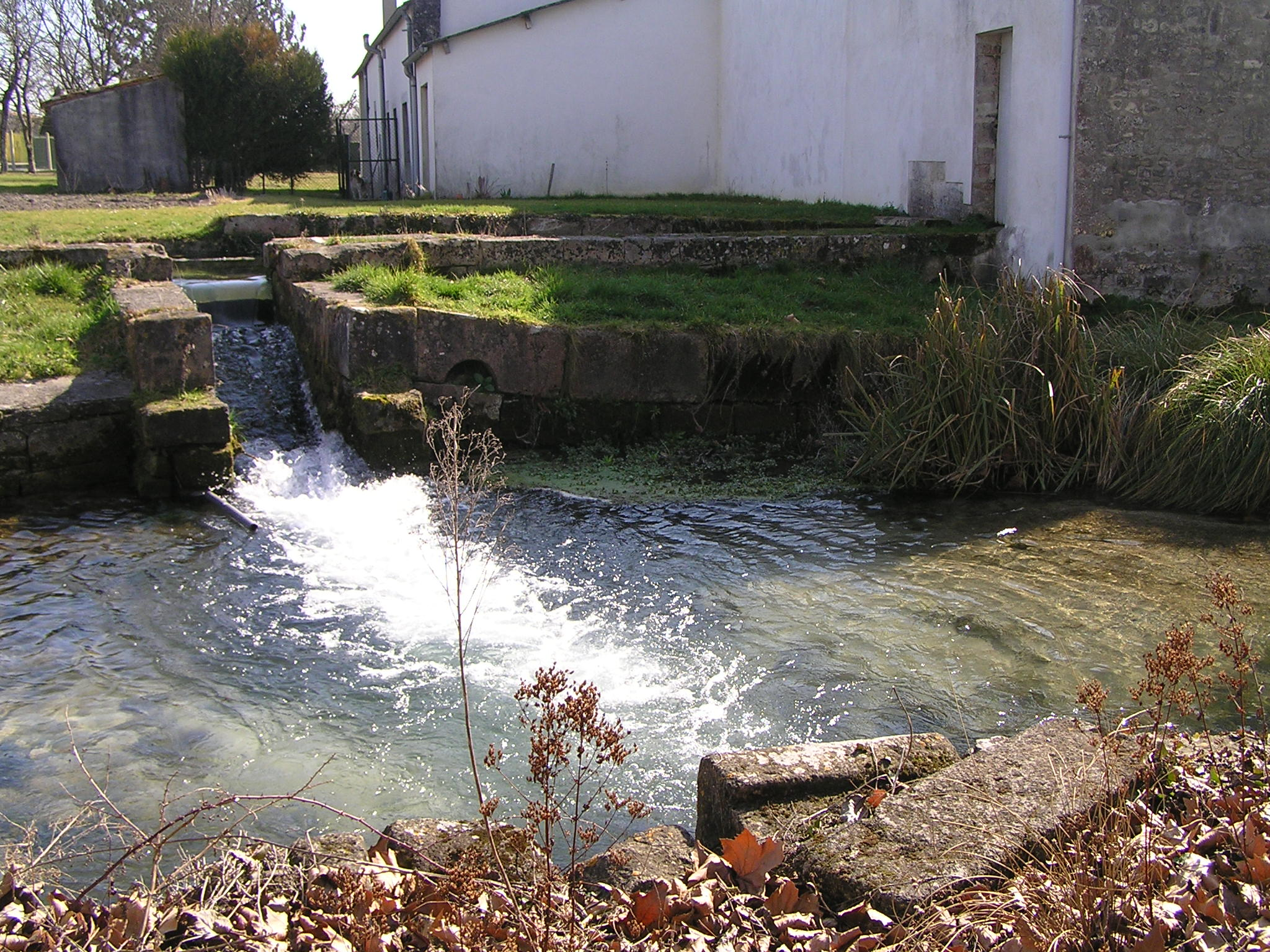
Moulin à Aujac sur l'Auriou.

- le moulin Grelat ;
- le moulin Brun (dit du Prioré) ;
- le moulin Blanc ;
- le Grand Moulin ;
- le Petit Moulin.

## Urbanisme

### Typologie
Au 1er janvier 2024, Aujac est catégorisée commune rurale à habitat dispersé, selon la nouvelle grille communale de densité à 7 niveaux définie par l'Insee en 2022.
Elle est située hors unité urbaine et hors attraction des villes,.

### Occupation des sols
L'occupation des sols de la commune, telle qu'elle ressort de la base de données européenne d’occupation biophysique des sols Corine Land Cover (CLC), est marquée par l'importance des territoires agricoles (83,8 % en 2018), en diminution par rapport à 1990 (94,3 %). La répartition détaillée en 2018 est la suivante : 
zones agricoles hétérogènes (37,7 %), cultures permanentes (27,7 %), terres arables (16,4 %), zones urbanisées (10,7 %), forêts (5,5 %), prairies (1,9 %). L'évolution de l’occupation des sols de la commune et de ses infrastructures peut être observée sur les différentes représentations cartographiques du territoire : la carte de Cassini (XVIIIe siècle), la carte d'état-major (1820-1866) et les cartes ou photos aériennes de l'IGN pour la période actuelle (1950 à aujourd'hui).

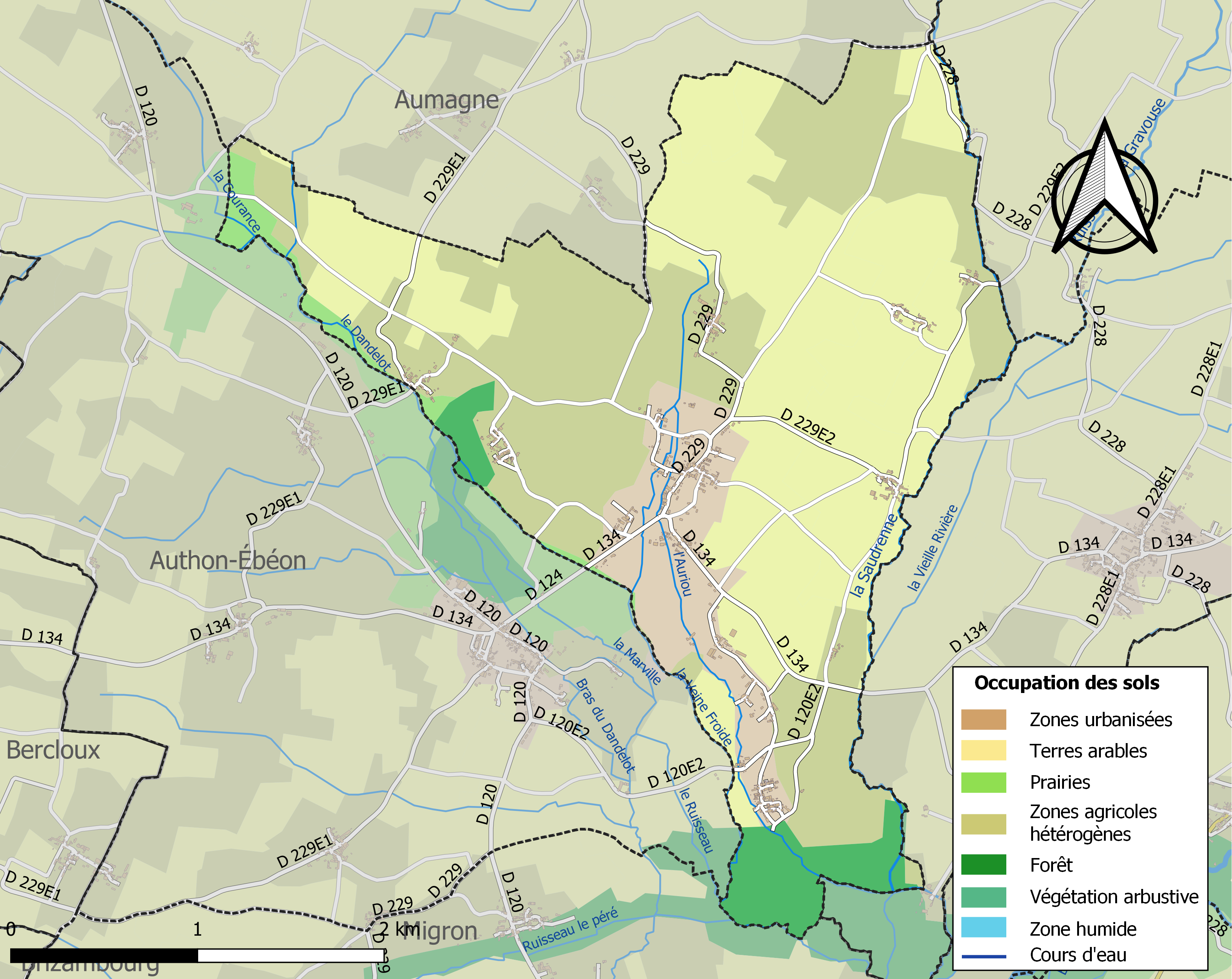
Carte des infrastructures et de l'occupation des sols de la commune en 2018 (CLC).

### Risques majeurs
Le territoire de la commune d'Aujac est vulnérable à différents aléas naturels : météorologiques (tempête, orage, neige, grand froid, canicule ou sécheresse), inondations, mouvements de terrains et séisme (sismicité modérée). Il est également exposé à un risque technologique,  le transport de matières dangereuses. Un site publié par le BRGM permet d'évaluer simplement et rapidement les risques d'un bien localisé soit par son adresse soit par le numéro de sa parcelle.

#### Risques naturels
Certaines parties du territoire communal sont susceptibles d’être affectées par le risque d’inondation par débordement de cours d'eau. La commune a été reconnue en état de catastrophe naturelle au titre des dommages causés par les inondations et coulées de boue survenues en 1982, 1999 et 2010,.

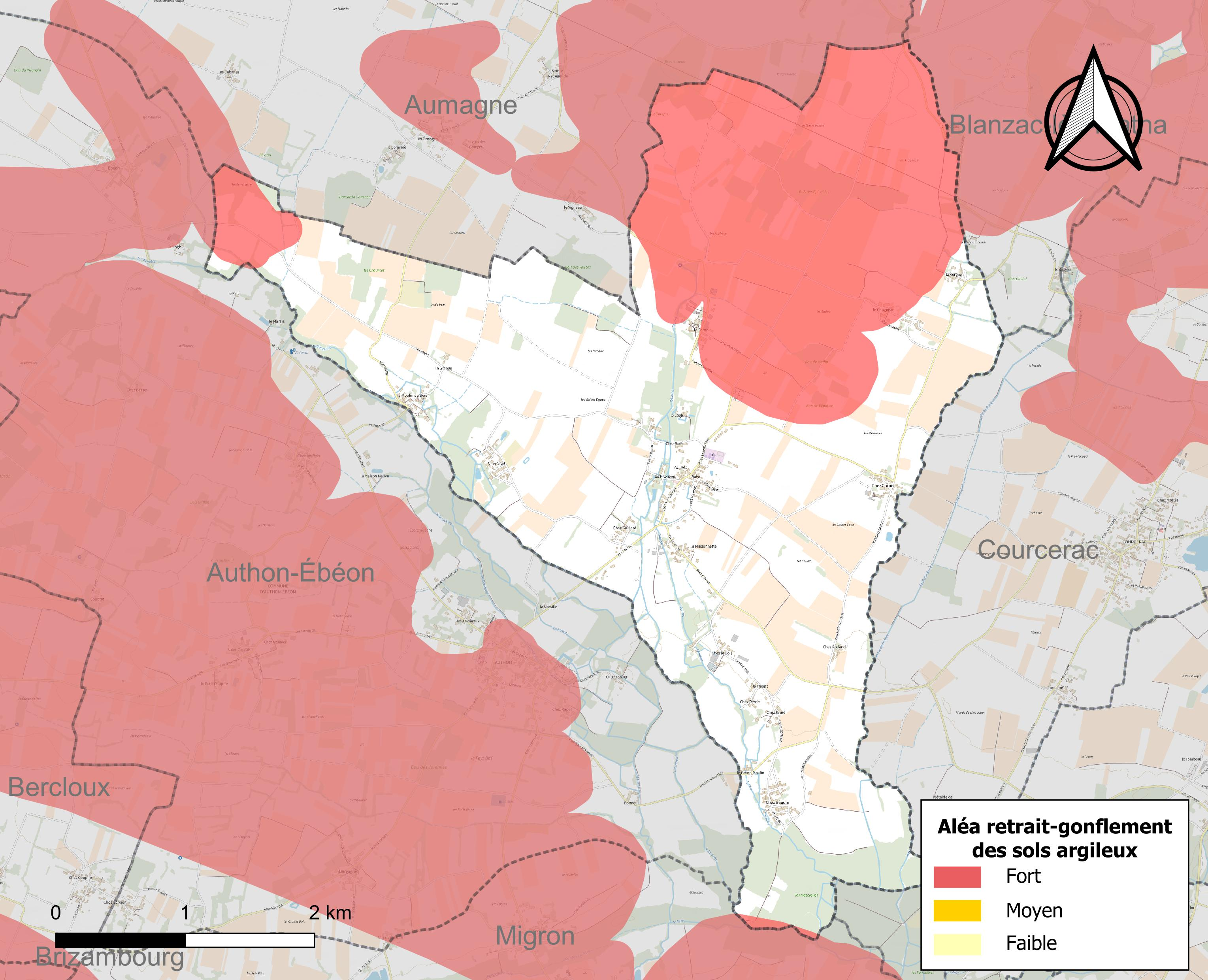
Carte des zones d'aléa retrait-gonflement des sols argileux d'Aujac.

Les mouvements de terrains susceptibles de se produire sur la commune sont des tassements différentiels.
Le retrait-gonflement des sols argileux est susceptible d'engendrer des dommages importants aux bâtiments en cas d’alternance de périodes de sécheresse et de pluie. 31,9 % de la superficie communale est en aléa moyen ou fort (54,2 % au niveau départemental et 48,5 % au niveau national). Sur les 216 bâtiments dénombrés sur la commune en 2019,  12 sont en aléa moyen ou fort, soit 6 %, à comparer aux 57 % au niveau départemental et 54 % au niveau national. Une cartographie de l'exposition du territoire national au retrait gonflement des sols argileux est disponible sur le site du BRGM,.
Par ailleurs, afin de mieux appréhender le risque d’affaissement de terrain, l'inventaire national des cavités souterraines permet de localiser celles situées sur la commune.
Concernant les mouvements de terrains, la commune a été reconnue en état de catastrophe naturelle au titre des dommages causés par des mouvements de terrain en 1999 et 2010.

#### Risques technologiques
Le risque de transport de matières dangereuses sur la commune est lié à sa traversée par une ou des infrastructures routières ou ferroviaires importantes ou la présence d'une canalisation de transport d'hydrocarbures. Un accident se produisant sur de telles infrastructures est susceptible d’avoir des effets graves sur les biens, les personnes ou l'environnement, selon la nature du matériau transporté. Des dispositions d’urbanisme peuvent être préconisées en conséquence.

## Toponymie
Le nom de la commune pourrait venir du latin Albiacum ou villa Albii augmenté du suffixe -acum. Le village se serait développé à partir d'un domaine agricole gallo-romain appartenant à un certain Albius.

## Histoire
L'état des paroisses de 1686 nous annonce que  la paroisse d' Aujac comporte 117 feux et que la terre est difficile, produit des céréales et du vin et comporte des prairies.
1852: Le château d'Aujac est vendu à 7 acheteurs différents, qui le démolissent pour vendre les matériaux.
1920 : L'électricité est installée dans le bourg d'Aujac.
1935 : La tempête enlève la couverture du clocher d'Aujac. Elle est réalisée[pas clair] par une dalle béton de l'entreprise Lavaud Adémar.
20 janvier 1945 : un avion allemand s'écrase sur la commune après avoir heurté des arbres et connu un problème moteur. L'avion et ses occupants s'abîment dans le gourd d'Aujac. Cet avion contenait les lettres de l'amiral Michahelles.

## Politique et administration

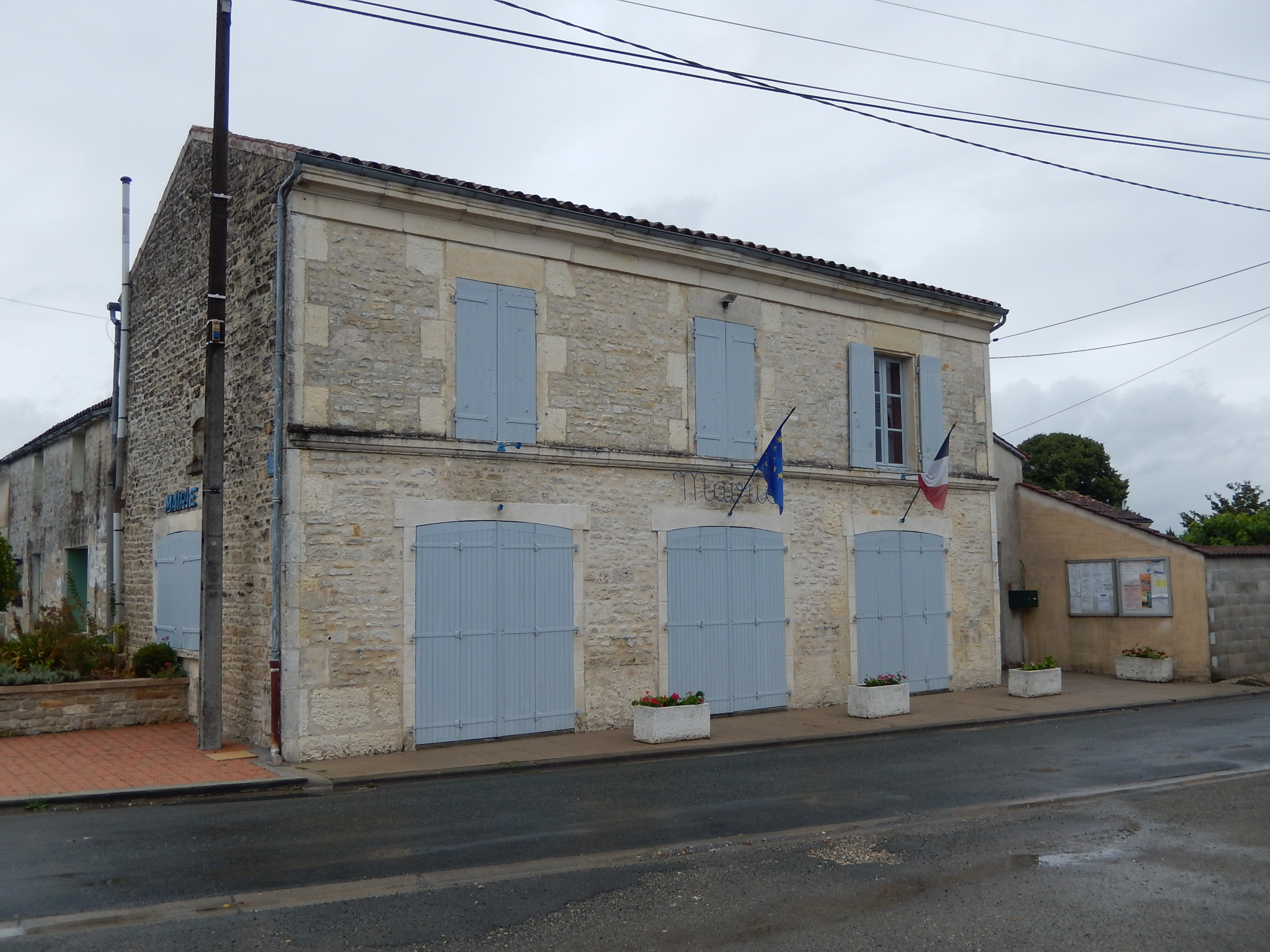
La mairie d'Aujac.

### Liste des maires
| Période                                  | Période  | Identité                                   | Étiquette | Qualité      |
| ---------------------------------------- | -------- | ------------------------------------------ | --------- | ------------ |
| 1793                                     | 1800     | Louis Michot                               |           |              |
| 1800                                     | 1808     | Arnaud Morisset                            |           |              |
| 1808                                     | 1809     | Pierre-Jacques-Nicolas-Gaspard de Chièvres |           |              |
| 1809                                     | 1816     | Joseph Gaillard                            |           |              |
| 1816                                     | 1824     | Jacques Billard                            |           |              |
| 1824                                     | 1831     | Michel Texier                              |           |              |
| 1831                                     | 1848     | Louis Berthelot                            |           |              |
| 1848                                     | 1871     | Jacques Berthonneau                        |           | Cultivateur  |
| 1871                                     | 1874     | François Gatineau                          |           |              |
| 1874                                     | 1878     | Germain Berthelot                          |           |              |
| 1878                                     | 1892     | Pierre Gaudin                              |           |              |
| 1892                                     | 1908     | Henri Tabeau                               |           |              |
| 1808                                     | 1908     | Victor Girard                              |           |              |
| 1908                                     | 1919     | Edouard Berthelot                          |           |              |
| 1919                                     | 1923     | Clodomir Rousset                           |           |              |
| 1925                                     | 1944     | André Berthelot                            |           |              |
| 1946                                     | 1963     | Marcel Pichon                              |           |              |
| 1946                                     | 1963     | Eugène Pichon                              |           | Viticulteur  |
| 1964                                     | 1965     | Robert Mayé                                |           |              |
| 1971                                     | 1977     | Alexandre Michaud                          | SE        | Viticulteur  |
| 1977                                     | 1989     | Jean-Michel Pontézières                    | SE        | Retraité     |
| 1989                                     | 1995     | Thierry Lavaud                             | SE        | Entrepreneur |
| 1995                                     | 2008     | Jean-Michel Baron                          | SE        | Retraité     |
| 2008                                     | 2020     | Claude Rulland                             | SE        | Retraité     |
| 2020                                     | En cours | Bruno Sogues                               |           | Viticulteur  |
| Les données manquantes sont à compléter. |          |                                            |           |              |

## Démographie
Les habitants sont appelés les Aujacais.

### Évolution démographique
L'évolution du nombre d'habitants est connue à travers les recensements de la population effectués dans la commune depuis 1793. Pour les communes de moins de 10 000 habitants, une enquête de recensement portant sur toute la population est réalisée tous les cinq ans, les populations de référence des années intermédiaires étant quant à elles estimées par interpolation ou extrapolation. Pour la commune, le premier recensement exhaustif entrant dans le cadre du nouveau dispositif a été réalisé en 2007.

En 2022, la commune comptait 373 habitants, en évolution de +3,9 % par rapport à 2016 (Charente-Maritime : +4,04 %, France hors Mayotte : +2,11 %).
| 1793 | 1800 | 1806 | 1821 | 1831  | 1836  | 1841 | 1846 | 1851 |
| ---- | ---- | ---- | ---- | ----- | ----- | ---- | ---- | ---- |
| 927  | 867  | 916  | 976  | 1 029 | 1 024 | 912  | 915  | 916  |

| 1856 | 1861 | 1866 | 1872 | 1876 | 1881 | 1886 | 1891 | 1896 |
| ---- | ---- | ---- | ---- | ---- | ---- | ---- | ---- | ---- |
| 889  | 839  | 862  | 849  | 791  | 772  | 737  | 696  | 687  |

| 1901 | 1906 | 1911 | 1921 | 1926 | 1931 | 1936 | 1946 | 1954 |
| ---- | ---- | ---- | ---- | ---- | ---- | ---- | ---- | ---- |
| 654  | 667  | 611  | 500  | 471  | 448  | 440  | 416  | 401  |

| 1962 | 1968 | 1975 | 1982 | 1990 | 1999 | 2006 | 2007 | 2012 |
| ---- | ---- | ---- | ---- | ---- | ---- | ---- | ---- | ---- |
| 377  | 373  | 363  | 351  | 321  | 325  | 318  | 317  | 334  |

| 2017 | 2022 | - | - | - | - | - | - | - |
| ---- | ---- | - | - | - | - | - | - | - |
| 369  | 373  | - | - | - | - | - | - | - |

### Pyramide des âges
La population de la commune est relativement jeune.
En 2018, le taux de personnes d'un âge inférieur à 30 ans s'élève à 32,8 %, soit au-dessus de la moyenne départementale (29 %). À l'inverse, le taux de personnes d'âge supérieur à 60 ans est de 27,1 % la même année, alors qu'il est de 34,9 % au niveau départemental.
En 2018, la commune comptait 179 hommes pour 192 femmes, soit un taux de 51,75 % de femmes, légèrement inférieur au taux départemental (52,15 %).
Les pyramides des âges de la commune et du département s'établissent comme suit.
| Hommes | Classe d’âge | Femmes |
| ------ | ------------ | ------ |
| 1,7    | 90 ou +      | 0,5    |
| 10,1   | 75-89 ans    | 10,0   |
| 15,2   | 60-74 ans    | 16,8   |
| 24,7   | 45-59 ans    | 20,4   |
| 16,8   | 30-44 ans    | 18,3   |
| 16,3   | 15-29 ans    | 14,1   |
| 15,1   | 0-14 ans     | 19,9   |

| Hommes | Classe d’âge | Femmes |
| ------ | ------------ | ------ |
| 1,1    | 90 ou +      | 2,6    |
| 10,1   | 75-89 ans    | 12,6   |
| 22     | 60-74 ans    | 23,2   |
| 20,1   | 45-59 ans    | 19,7   |
| 16,1   | 30-44 ans    | 15,6   |
| 15,2   | 15-29 ans    | 12,7   |
| 15,4   | 0-14 ans     | 13,6   |

## Culture locale et patrimoine

### Lieux et monuments
Église Saint-Martin
Église romane du XIIe siècle, très remaniée lors des invasions arabes.
Elle porte aujourd'hui les marques de ces modifications. Une des portes d'entrée possède un arc de type mozarabe.

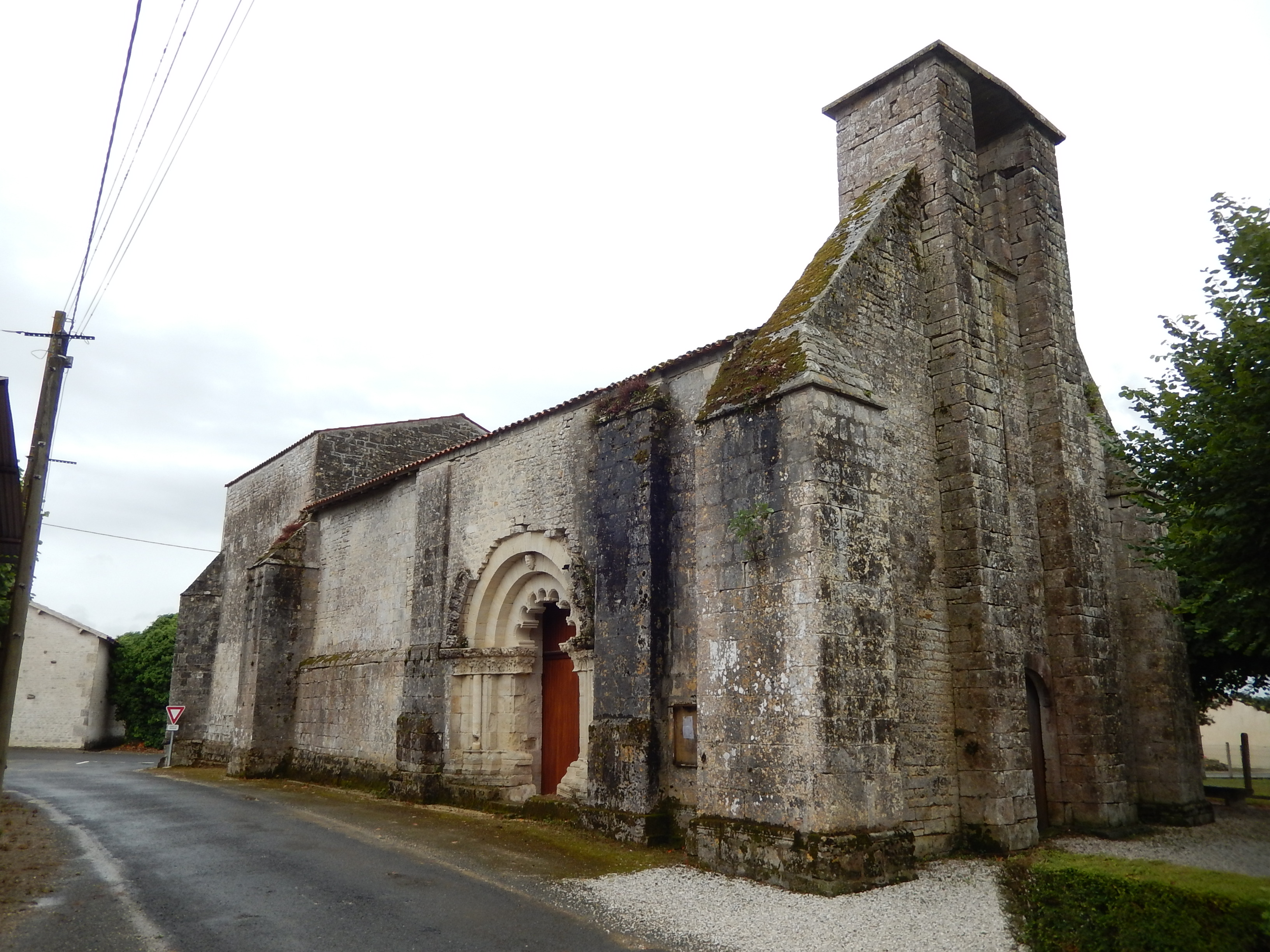
L'église Saint-Martin d'Aujac…
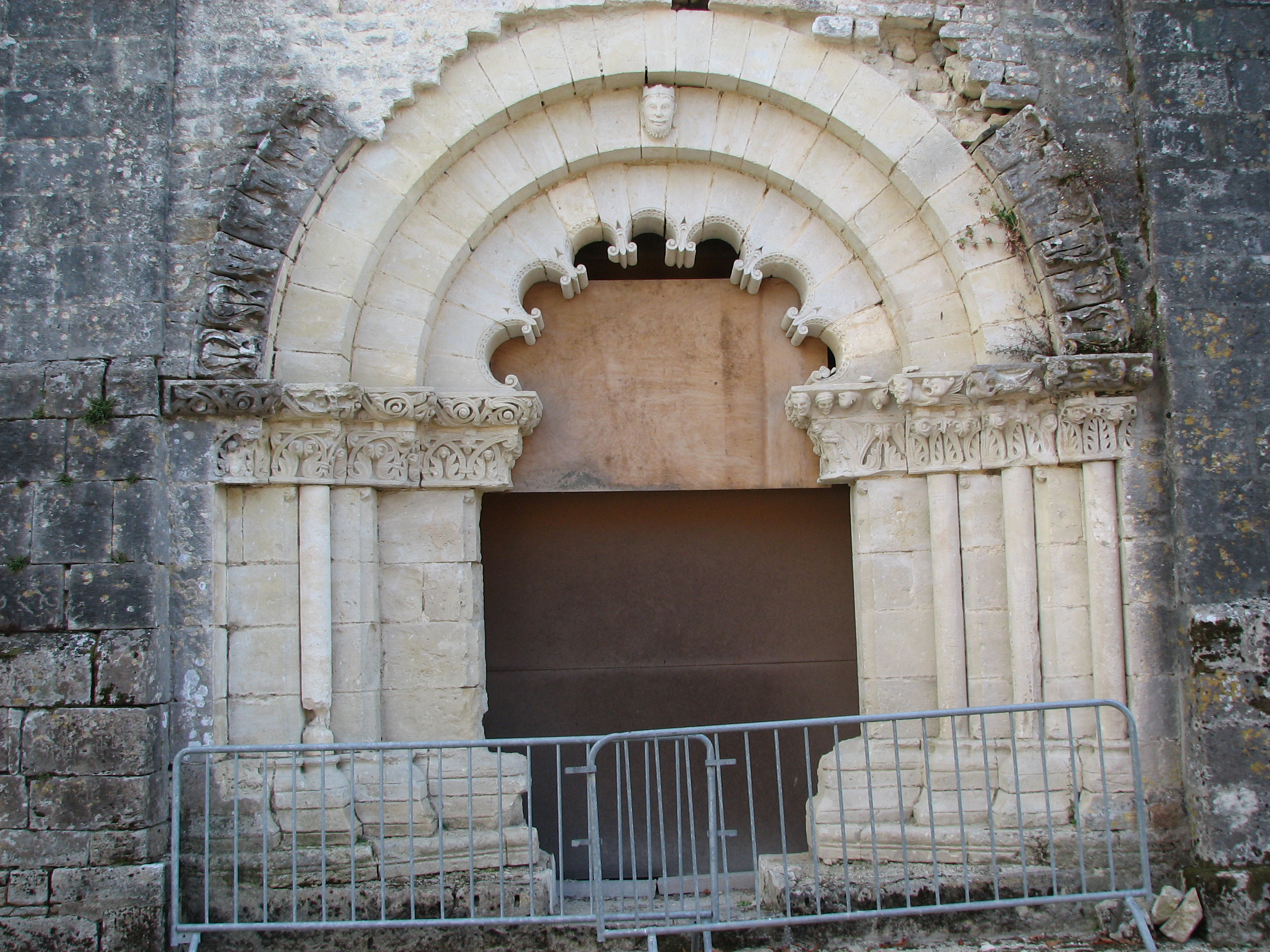
…et son entrée actuelle.

Fontaine de l'Oriou
- Abondante source d'eau à ciel ouvert, elle possède selon certains plusieurs origines souterraines.

### Personnalités liées à la commune
- Pierre-Jacques-Nicolas-Gaspard de Chièvres (1769-1831), homme politique français.